# Ростислав (митрополит Чешских земель и Словакии)
Митрополи́т Ростисла́в (словац. Metropolita Rastislav, в миру Андрей Гонт, словац. Ondrej Gont; род. 25 января 1978, Снина, Чехословакия) — епископ Православной церкви Чешских земель и Словакии; с 11 января 2014 года — архиепископ Прешовский, митрополит Чешских земель и Словакии, предстоятель Чехо-Словацкой православной церкви.

## Биография
В 1992 году окончил восьмилетнюю школу, а в 1996 году — гимназию.
На пятом курсе обучения в Православном богословском факультете Прешовского университета в течение четырёх месяцев обучался в Университете Аристотеля в Салониках. В этот период проживал в монастыре святой Феодоры Солунской, где находился в духовном окормлении архимандрита Иринея (Хараламбакиса). Благодаря архимандриту Иринею провёл две недели в монастыре святого Дионисия Олимпийского и неделю на Афоне.
В 2002 году закончил православный богословский факультет Прешовского университета, где защитил дипломную работу на тему «Таинство смерти» и получил титул «магистр богословия».
7 сентября 2003 года митрополитом Николаем (Коцваром) был рукоположён в сан диакона. 21 сентября в храме святого благоверного князя Александра Невского в Прешове архиепископом Гайновским Мироном (Ходаковским) рукоположён в сан священника, после чего был направлен нести служение при детском доме святого Николая в Медзилаборце. С сентября 2007 года преподавал «религиозное воспитание» в Средней специальной школе при Образовательном центре святого Николая для несовершеннолетних матерей с детьми в городе Медзилаборце. С мая 2010 года в детском доме святого Николая в Медзилаборце занимал должность «профессиональный родитель» и воспитывал троих детей.
В 2007 году был награждён правом ношения набедренника, в 2010 году — золотого креста.
6 октября 2012 года в мужском монастыре положения ризы пресвятой Богородицы в Комарно епископом Комарненским Тихоном (Холлоши) был пострижен в монашество с именем Ростислав в честь равноапостольного князя Ростислава Моравского.
20 октября 2012 года на епархиальных сборах Прешовской православной епархии в кафедральном соборе святого благоверного князя Александра Невского в Прешове, в которых приняли участие 192 делегата, иеромонах Ростислав был избран архиепископом Прешовским и Словакии. Кроме него, рассматривались кандидатуры епископа Комарненского Тихона, викария Прешовской епархии и священника Николая Цупера. Иеромонах Ростислав получил в третьем туре голосования 83 % голосов присутствующих делегатов.
17 ноября 2012 года состоялось наречение игумена Ростислава во епископа. 18 ноября в кафедральном соборе Александра Невского в Прешове состоялось его епископская хиротония. Рукоположение совершили митрополит Пражский, Чешских земель и Словакии Христофор, архиепископ Михаловско-Кошицкий Георгий (Странский), архиепископ Мукачевский и Ужгородский Феодор (Мамасуев) (Украинская православная церковь), епископы Горлицкий Паисий (Мартынюк) (Польская православная церковь), Годонинский Иоаким (Грди) и Егарский Порфирий (Перич) (Сербская православная церковь). В тот же день состоялась его интронизация.
В июле 2013 года возглавил делегацию Православной церкви Чешских земель и Словакии на торжествах, посвящённых 1025-летию крещения Руси.
9 декабря 2013 года избран местоблюстителем митрополичьего престола Православной церкви Чешских земель и Словакии, а 11 января 2014 года на внеочередном XIII Поместном соборе — предстоятелем Православной церкви Чешских земель и Словакии. За архиепископа Ростислава проголосовало 87 % участников Собора.
Интронизация митрополита Ростислава — нового предстоятеля Православной церкви Чешских земель и Словакии состоялась 9 февраля 2014 года в Александро-Невском кафедральном соборе Прешова. За Божественной литургией ему сослужили архиепископ Пражский и Чешских земель Иоаким (Грди), архиепископ Михаловско-Кошицкий Георгий (Странский), духовенство Православной церкви Чешских земель и Словакии, митрополит Волоколамский Иларион (Алфеев) (Московский патриархат), архиепископ Филиппопольский Нифон (Сайкали) (Антиохийский патриархат), епископ Горлицкий Паисий (Мартынюк) (Польская православная церковь), архиепископ Сан-Францисский и Западноамериканский Вениамин (Питерсон) (Православная церковь в Америке) и настоятель подворья Православной церкви в Америке в Москве архимандрит Александр (Пихач). В алтаре молился игумен монастыря святого праведного Иоанна Русского Кассандрийской митрополии Элладской православной церкви архимандрит Тимофей. На богослужении присутствовали также представители государственной власти Словацкой Республики. В числе гостей были аккредитованные в Словакии иностранные дипломаты. Присутствовали также представители инославных конфессий: от Конференции римско-католических епископов Словакии митрополита Ростислава приветствовал архиепископ Братиславский Станислав Зволенский, от Евангелической церкви Словакии — генеральный епископ Милош Клатик. Позднее законность избрания митрополита Ростислава была признана Румынской и Болгарской православными церквами.
Избрание Ростислава сначала не было признано Константинопольским патриархатом, который продолжал считать митрополита Симеона (Яковлевича) местоблюстителем вакантного престола и единственным каноническим иерархом в Православной церкви Чешских земель и Словакии. Константинопольский патриархат считал, что выборы прошли под давлением архиереев РПЦ. С митрополитом Ростиславом и поддерживающими его иерархами Константинопольский патриархат прервал всякое общение, а патриарх Варфоломей даже заявил, что никогда не признает митрополита Ростислава предстоятелем Православной церкви Чешских Земель и Словакии.

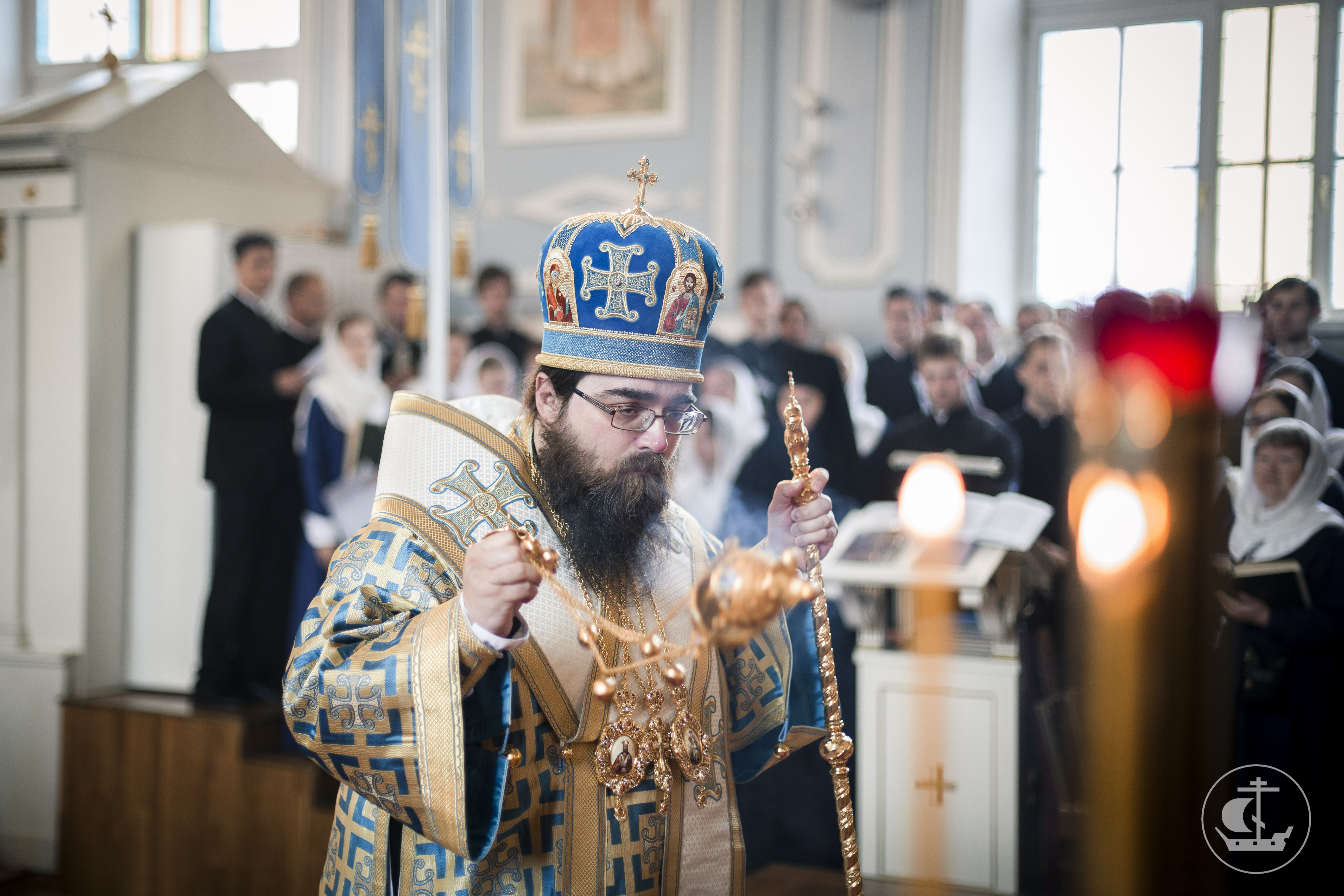
Митрополит Ростислав в Санкт-Петербургской духовной академии. 1 сентября 2016 года

12—13 января 2016 года в Константинопольской патриархии состоялись двусторонние переговоры, на которых со стороны Константинопольского патриархата председательствовал митрополит Пергамский Иоанн (Зизиулас), а чехо-словацкую церковь представляли митрополит Ростислав, архиепископ Михаловский и Кошицкий Георгий (Странский), архиепископ Пражский Михаил (Дандар) и епископ Исаия (Сланинка). По итогам заседаний представителей Константинопольского патриархата и Православной церкви Чешских земель и Словакии на Фанаре было достигнуто соглашение, согласно которому признавалось избрание Ростислава при условии: «архиепископ Прешовский Ростислав публично попросит прощения за непристойные и оскорбительные высказывания, которые он произнес публично в адрес Вселенского Патриархата — Матери Церкви Православной Церкви в Чешских землях и Словакии, от которой она получила христианскую веру, и в адрес достопочтенного лица Вселенского Патриархата и грекоязычных Православных Церквей».

## Награды
- Орден «За заслуги» I степени (Украина, 27 июля 2013 года) — за значительный личный вклад в развитие духовности, многолетнюю плодотворную церковную деятельность и по случаю празднования на Украине 1025-летия крещения Киевской Руси[14].
- Орден преподобного Сергия Радонежского I степени (Русская православная церковь, 26 августа 2016 года)[15]